# Chóra (Anáfi)
Chóra, en grec moderne : Χώρα, également appelé Anáfi, en grec moderne : Ανάφη, est un village sur l'île d'Anáfi, dans les Cyclades en Grèce.
Selon le recensement de 2011, la population du village compte 256 habitants.